# Arroios (Metro de Lisboa)
Arroios es una estación de la línea Verde del Metro de Lisboa, Portugal, inaugurada el 18 de junio de 1972.
Está ubicada en la Praça do Chile, en la freguesia de Arroios, y fue diseñada por los arquitectos Dinis Gomes con intervenciones artísticas de Maria Keil, y remodelada el 14 de septiembre de 2021 por el arquitecto Paulo Brito da Silva y el artista Nikias Skapinakis.
Está equipada para atender a pasajeros con movilidad reducida y dispone de ascensores.
Funciona todos los días del año, de 06:30 a 1:00.

## Historia
Fue inaugurada el 18 de junio de 1972 integrando la hasta entonces única línea de la red de metro de Lisboa (convertida en 1995 en línea Azul con la creación de la línea Amarilla). En marzo de 1998 pasó a integrar la línea Verde.
En julio de 2017 se cerró al público y fue reabierta cuatro años después, el 13 de septiembre de 2021, tras una ampliación y remodelación a cargo del arquitecto Paulo Brito da Silva que incluyó el alargamiento de los andenes a 105 metros (para permitir trenes de seis vagones), la implementación de elevadores desde la superficie, la remodelación de los atrios, la reposición de los paneles de azulejos originales de Maria Keil (de 1972) y el añadido de una obra del pintor Nikias Skapinakis llamada Cortina Mirabolante.
El 26 de septiembre de 2023, el entonces primer ministro de Portugal, António Costa, inauguró en la estación Arroios un busto del presidente chileno Salvador Allende, obra de la escultora Margarida Santos donada por la embajada de Chile a Metropolitano de Lisboa.